# Counter-Strike: Condition Zero
Counter-Strike: Condition Zero er et multiplayer videospil og opfølgningen på Counter-Strike. Spillet blev udgivet i 2004 ved hjælp af GoldSrc motoren. Condition Zero har et multiplayer-mode, som har opdaterede spilmodeller, textures, baner og andre grafiske opdateringer. I modsætning til andre Counter-Stike spil i serien, så indeholder Condition Zero også nogle singleplayer missioner hvor spilleren skal bekæmpe terrorisme sammen med bots. Spilleren låser så baner og mere effektive bot holdkammerater op, når man passerer visse krav for hver bane. Disse krav omfatter ting som "dræbe 3 fjender med en M4" eller "vind en runde på 60 sekunder". Counter-Strike bots er en fremtrædende del af Condition Zero gameplay.